# Heterochelus coccineus
Heterochelus coccineus är en skalbaggsart som beskrevs av Hermann Burmeister 1844. Heterochelus coccineus ingår i släktet Heterochelus och familjen Melolonthidae. Inga underarter finns listade i Catalogue of Life.